# Marcel Notebaert
Marcel Notebaert (Kortrijk, 20 augustus 1924 - 30 maart 1986) was een Belgisch kunstschilder en beeldend kunstenaar.

## Levensloop
Notebaert studeerde aan het Sint-Amandscollege en aan de Kortrijkse Kunstacademie. Hij studeerde verder aan de Koninklijke Academie voor Schone Kunsten in Gent en behaalde er het diploma Sierkunst. In 1947 stichtte hij, samen met André Dequae, het Studiecentrum voor Textieltekening. In 1949 behaalde hij de Prijs van Rome voor schilderkunst met De Tryptiek van het minneleven. In 1952 was hij laureaat van het International Hallmark Art Award (VS).
Hij nam de leiding van de ontwerpafdeling van de tapijtweverijen De Poortere in Aalbeke en Vandewiele in Kortrijk. Daarnaast bleef hij actief als kunstschilder.
Notebaert schilderde in een krachtig neo-expressionistische stijl en evolueerde naar een magisch en fantastisch realisme.
Hij was stichtend lid van het Christelijk Vlaams Kunstenaarsverbond (1951) en van het tijdschrift West-Vlaanderen. Hij was lid van de 'Marnixring' Broel in Kortrijk en werd in 1975 ridder van 't Manneke in de Mane.
Hij had een relatie met Tine Balder, weduwe van de acteur Fred Engelen.

## Werken
- Decoratieve allegorische taferelen voor het Justitiepaleis in Kortrijk (1957).
- Decoratieve taferelen voor de KU Leuven campus Kortrijk (1972).
- Kruisweg voor de Sint-Elooiskerk in Sint-Eloois-Winkel (1959).
- Talrijke boekillustraties.
- Decors Guldensporenstoet Kortrijk (1952).
- Decors Praalstoet van de Nederlandse Taal (1961).
- Wandpaneel in het gemeentehuis van Vichte (1973).
- Wandtapijt in het stadhuis van Kortrijk (1976).
- Beeld Onze-Lieve-Vrouw van Vlaanderen, Sint-Ritakerk, Harelbeke (ontwerp Notebaert, uitvoering kunstsmid Adhemar Verdroemme).
- Klabbatse - boek van Felix Dalle - kaftschilderij + illustraties binnenin